# 放射性活度
放射性活度即放射性強度，是指一定量放射性核種在單位時間內發生衰變的原子數，是用來評估該核種放射性強弱的指標。核穩定性越低的核種，放射性活度越高，半衰期越短。
目前放射性活度的国际单位制為貝克勒（Bq），所謂1貝克勒（Bq）是指：一定量的放射性核種，若每秒有一個原子衰變，其放射性活度即為1貝克勒。
傳統的放射性活度單位為居里（Curie，Ci），1居里相當於一克鐳-226的放射性活度。1居里（Ci）＝3.7x1010貝克勒（Bq）。